# Calumet Photo Video

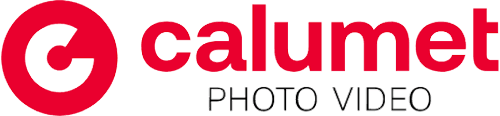
Firmenlogo

Calumet Photo Video ist eine Handelskette, die sich gezielt an Hobby- und Berufsfotografen sowie Filmemacher wendet.

## Firmengeschichte
Die Firma wurde 1939 von Kenneth Becker als Calumet Manufacturing Company in Chicago gegründet und verkaufte zunächst Sportartikel, später auch fotografisches Zubehör und Dunkelkammer-Ausrüstung. Ab 1955 übernahm Calumet den Geschäftsbereich von Fachkameras von Kodak und erweiterte 1980 die Geschäftsaktivitäten auf einen Vollsortimenter im Bereich der Profifotografie. Im März 2014 wurden die Niederlassungen in den USA, wie auch die dortige Website, im Zuge einer Insolvenz nach Chapter 7 geschlossen.
Eine Expansion nach Großbritannien erfolgte relativ früh nach Firmengründung. In Deutschland ist Calumet seit 1990 in Hamburg (der deutschen Partnerstadt Chicagos), später Berlin und Düsseldorf vertreten. Zu größerer Bedeutung gelangte das Unternehmen allerdings erst 2004 mit dem Kauf der insolventen Professional Photo Service. Die Filialen der PPS wurden teils übernommen (Foto Elgas in München), teils mit bestehenden Calumet-Filialen konsolidiert (Hamburg und Düsseldorf), teils geschlossen (Frankfurt, film art in München). 2023 verfügte das Unternehmen über 11 Filialen in Deutschland, wobei 10 unter der Marke Calumet Photo Video firmieren (Hamburg, Essen, Berlin, Düsseldorf, München, Stuttgart, Frankfurt, Köln, Hannover und Leipzig) und eine unter Marke Foto-Video Sauter (München). Die Niederlassungen außerhalb der USA sind von der Insolvenz des US-Unternehmens nicht betroffen.
Informationen zur Herkunft des Namens Calumet liegen nicht vor. Es gibt allerdings in Chicago einen „Calumet Park“, „Calumet Heights“, und mehrere Gemeinden dieses Namens im Umland (Calumet City, Calumet Park). Eine Version der Bedeutung des Namens Calumet ist „Friedenspfeife“ in einer nordamerikanischen Indianersprache.